# Wushu sportowe

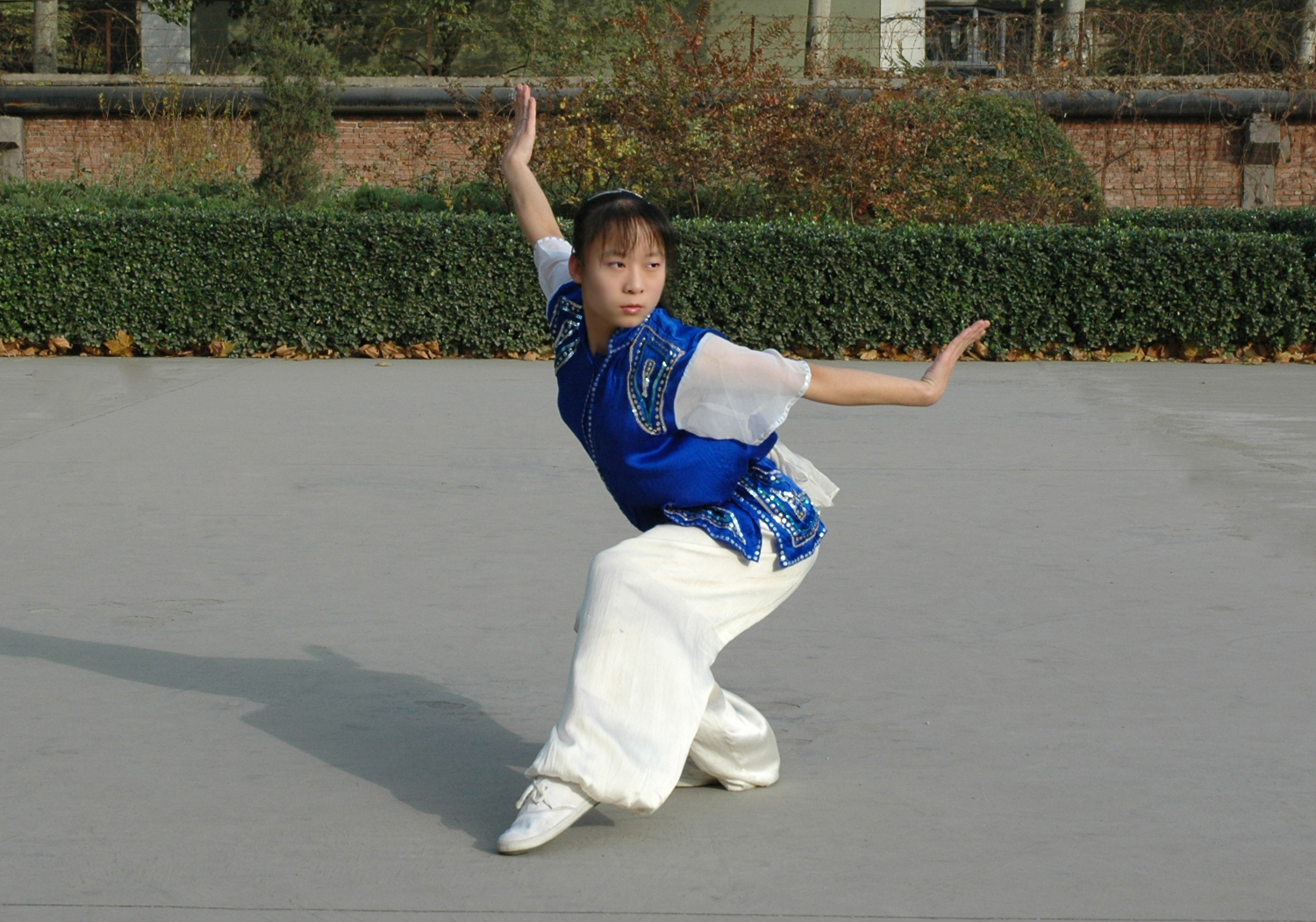
Jedna z pozycji wushu sportowego - Xubu

Wushu sportowe (chiń. xiandai wushu 现代武术 lub jingsai wushu 竞赛武术) dzielimy na: formy (chiń. taolu 套路) i walkę (chiń. sanda 散打. Formy sportowe to połączenie tradycyjnego wushu z układem gimnastycznym. Walka sportowa wushu to sport podobny do kickboxingu lub boksu tajskiego, jednak z wykorzystaniem rzutów, podcięć, przechwytów, oraz zepchnięć z platformy, a na której toczą się walki. Wushu sportowe powstało Chinach w latach 50. XX wieku na fali zainteresowania ówczesnego reżimu kulturą fizyczną. Choć pierwsze formy wushu sportowego zaczęły pojawiać się w Chinach na początku lat 50., za datę narodzin wushu sportowego można uznać utworzenie Chińskiego Związku Wushu (1958).

## Idea
Cele w jakim stworzono wushu sportowe to:
- przekształcenie tradycyjnej sztuki walki w sport
- popularyzacja kultury fizycznej wśród wszystkich grup wiekowych w Chinach,
- możliwość przeprowadzania zawodów sportowych wushu,
- możliwość dokonywania obiektywnej oceny zawodników wushu,
- zwiększenie widowiskowości wushu.
- wprowadzenie standardów wykonania technik

Tworząc główne założenia wushu sportowego czerpano z wushu tradycyjnego, eksponując jego najbardziej widowiskowe elementy. Ponieważ głównym celem powstania wushu jako sportu nie była walka, a rywalizacja sportowa, poddano wushu tradycyjne licznym zmianom. Najbardziej znaczącą było oddzielenie umiejętności walki od wykonywania form, oraz przesunięcie akcentu z praktycznego zastosowania form na ich aspekt estetyczny. Pozwoliło to na większą specjalizację zawodników i osiągnięcie wysokiego poziomu wykonania (formy), oraz dużą skuteczność i widowiskowość w walce (sanda) jednak stało się również głównym zarzutem w stosunku do współczesnego wushu.
Obecnie, aby utrzymać łączność z tradycją oraz odpowiedni poziom wykonania form, zawodnicy startujący w formach sportowych w Chinach muszą uczestniczyć również w zawodach tradycyjnego wushu. Poza Chinami nie jest to jednak na razie obowiązujący wymóg.
Standardy wushu sportowego zmieniają się dynamicznie, wraz z rozwojem nauki i osiągnięć teorii sportu, podlegając takim samym wymogom jak inne dyscypliny sportowe. Cechą wyróżniającą wushu sportowe, jest jednak znaczący udział tradycyjnych chińskich metod treningowych, często niestosowanych w innych dyscyplinach sportu. W czasie treningu zwraca się uwagę na aspekty kluczowe dla wushu: oddech, koncentrację, oraz wszystko, co decyduje o tym, że wushu sportowe wygląda jak sztuka walki (np. "duch" wykonania formy).

## Formy (taolu)
Formy (chiń. taolu 套路) to pokazowa, bezkontaktowa część wushu sportowego. Podobnie jak w wushu tradycyjnym, są one podstawowym sposobem treningu wushu sportowego. Polegają na wykonaniu ciągu technik połączonego logicznie, przypominającego "walkę z cieniem". Formy dzielimy na:
- formy obligatoryjne - układy obowiązkowe, wykonywane zazwyczaj przez młodszych zawodników
- formy układane - układy tworzone przez zawodników na podstawie odpowiednich regulaminów.

W zależności od stylu i konkurencji, formy wushu sportowego trwają od 40 sekund (Duilian) do 6 minut (Taijiquan).

## Walka (sanda)
Walka w wushu sportowym, czyli sanda (chiń. 散打), to kontaktowa część wushu sportowego. Zawodnicy walczą używając rękawic i ochraniaczy na korpus i głowę, na platformie (chiń. leitai 擂台) o wymiarach 8x8 m i wysokości 0,6 m. W walce używa się uderzeń, kopnięć, przechwytów, podcięć, oraz zepchnięć z platformy. Walka toczy się do dwóch wygranych rund (2x po 2 minuty), maksymalnie walka trwa 3 rundy.

## Specyfika wushu sportowego: Taolu
Tworząc konkurencje form wushu sportowego, tradycyjne style wushu połączono z elementami gimnastycznymi i akrobatycznymi. Wprowadzono również standardy wykonań technik i ujednolicony system oceny zawodników podczas zawodów. Wykorzystując wielowiekowe doświadczenie wushu tradycyjnego, wzbogacano je stopniowo o zasady stosowane we współczesnym sporcie. Należy podkreślić, że współczesne wushu sportowe jest głęboko osadzone w chińskiej tradycji (techniki w zdecydowanej większości pochodzą z wushu tradycyjnego), jednak równie ważne są zasady treningu sportowego i rywalizacji sportowej.
W wushu tradycyjnym podstawowym sposobem przeprowadzania treningu jest wykonywanie form (ciągów technik wykonywanych samemu lub z partnerem/partnerami), wspomaganych ćwiczeniami kształtującymi cechy motoryczne i inne (np., koncentrację, odporność na ból itp). W wushu sportowym wykorzystano te same składowe, jednak ich realizację podporządkowano współczesnej teorii sportu.

## Specyfika wushu sportowego: Sanda
Walki toczą się w systemie eliminacyjnym (przegrywający walkę odpada), z podziałem na kategorie wagowe:
- Kategoria  48kg (poniżej ≤48kg)
- Kategoria 52kg (＞48kg－≤52kg)
- Kategoria 56kg (＞52kg－≤56kg)
- Kategoria 60kg (＞56kg－≤60kg)
- Kategoria 65kg (＞60kg－≤65kg)
- Kategoria 70kg (＞65kg－≤70kg)
- Kategoria 75kg (＞70kg－≤75kg)
- Kategoria 80kg (＞75kg－≤80kg)
- Kategoria 85kg (＞80kg－≤85kg)
- Kategoria 90kg (＞85kg－≤90kg)
- Kategoria powyżej 90kg (＞90kg)

## Konkurencje wushu sportowego: Taolu
Konkurencje i tym samym style wushu sportowego, zostały stworzone w Chinach przez ekspertów wushu, na podstawie stylów tradycyjnych. Są to:
- changquan 长拳 (styl północny „długa pięść” – formy ręczne)
- daoshu 刀术 (styl północny – formy z szablą)
- jianshu 剑术 (styl północny – formy z mieczem)
- gunshu 棍术 (styl północny – formy z kijem)
- qiangshu枪术 (styl północny – formy z włócznią)
- nanquan 南拳 (styl południowy – formy ręczne)
- nandao 南刀 (styl południowy – formy z szablą)
- nangun 南棍 (styl południowy – formy z kijem)
- taijiquan 太极拳 (styl taijiquan – formy ręczne)
- taijijian 太极剑 (styl taijiquan – formy z mieczem)
- duilian 对练 (walki układane)
- jiti 集体 (układy grupowe)

Stanowią wushu sportowego zwykle hybrydę technik pewnej grupy stylowej. Np. wszystkie style północne, o różnym pochodzeniu i charakterystyce, lecz podobne formalnie, połączono w jeden styl, o nazwie Changquan. Wszystkie zbliżone do siebie style zawierające techniki miecza połączono w konkurencji Jianshu, podobnie konkurencja Taijiquan zawiera w sobie wszystkie istniejące style taijiquan tradycyjnego, itd. Oprócz elementów gimnastycznych i akrobatycznych zamieszczonych w odpowiednich regulaminach, dopuszczone jest również dodawanie do form elementów choreograficznych nie pochodzących z wushu tradycyjnego i będących inwencją zawodnika.

## Trening wushu sportowego: Taolu
W wydaniu profesjonalnym, podobnie jak w innych rodzajach sportu uprawianych zawodowo, obejmuje 5 - 7 godzin ćwiczeń dziennie, podzielonych na jednostki treningowe o różnej zawartości i intensywności.
Trening wushu sportowego obejmuje zazwyczaj:
- rozruch (delikatne ćwiczenia uelastyczniające)
- rozgrzewkę (bieganie, gry i zabawy, skipy i inne ćwiczenia ogólnorozwojowe)
- rozciąganie (szczególnie ważne w treningu wushu sportowego)
- wymachy nóg (chiń. titui 踢腿）i ćwiczenia podstaw wushu (chiń. jibengong 基本功)
- przedskoki i skoki， oraz trening elementów gimnastycznych i akrobatycznych (chiń. nandu 难度)
- trening form i naukę bardziej złożonych technik
- kształtowanie cech motorycznych (chiń. suzhi 素质)

Zawartość i objętość oraz rodzaje i formy treningu wushu sportowego podlegają zasadom współczesnego treningu sportowego oraz zasadom wypracowanym na bazie wushu tradycyjnego. Trening wushu sportowego należy do najcięższych i najbardziej wszechstronnych we współczesnym sporcie.

## Wushu sportowe i kino
Do początku lat 70., pomimo gwałtownego rozwoju na terenie Chin, wushu sportowe pozostało właściwie nieznane w innych częściach świata. Dopiero dzięki takim filmom jak Wejście Smoka (1973), Klasztor Shaolin (1982), czy Mistrzyni Wudang (1983), pierwsze wiadomości o wushu stały się dostępne dla szerszego grona odbiorców. Oczywiście była to wiedza niekompletna i często wykrzywiona – wyżej wymienione filmy to przecież dość proste filmy akcji – jednak wushu jako sztuka walki pojawiło się w wówczas świadomości ówczesnego Europejczyka.
Na uwagę zasługuje fakt, że w filmach tych pokazano właśnie wushu sportowe: taolu i ówczesną sandę, mimo że opowiadały one o starych Chinach (Klasztor Shaolin, Mistrzyni Wudang) lub prezentowały wushu jako prastarą chińską sztukę walki (Wejście Smoka). 
Obecnie właściwie wszystkie produkcje filmowe traktujące o chińskich sztukach walki wykorzystują umiejętności zawodników wushu sportowego.

## Kalendarium
- 1956 - Powstaje pierwsza obligatoryjna forma taijiquan, 24 ruchy.
- 1958 - Powstaje Chiński Związek Wushu
- 1973 - Na ekrany kin w Europie wchodzi Wejście Smoka z Bruce’em Lee (chiń. Li Xiaolong 李小龙）w roli głównej
- 1982 - Na ekrany kin w Europie wchodzi Klasztor Shaolin z Jetem Li （chiń. Li Lianjie 李连杰) w roli głównej
- 1985 - Powstaje Europejska Federacja Wushu (European Wushu Federation)
- 1989 - Stworzenie międzynarodowych form obligatoryjnych
- 1990 - Powstaje Światowa Federacja Wushu (International Wushu Federation)
- 1991 - Pierwsze międzynarodowe mistrzostwa wushu sportowego (Pekin, Chiny)
- 2005 - Pierwsze mistrzostwa świata z formami ukłądanymi i nandu - technikami trudnymi (Hanoi, Wietnam)
- 2006 - Pierwsze mistrzostwa świata juniorów - (Kuala Lumpur, Malezja)
- 2008 - Turniej olimpijski wushu (Pekin, Chiny)